# Lavandula dentata

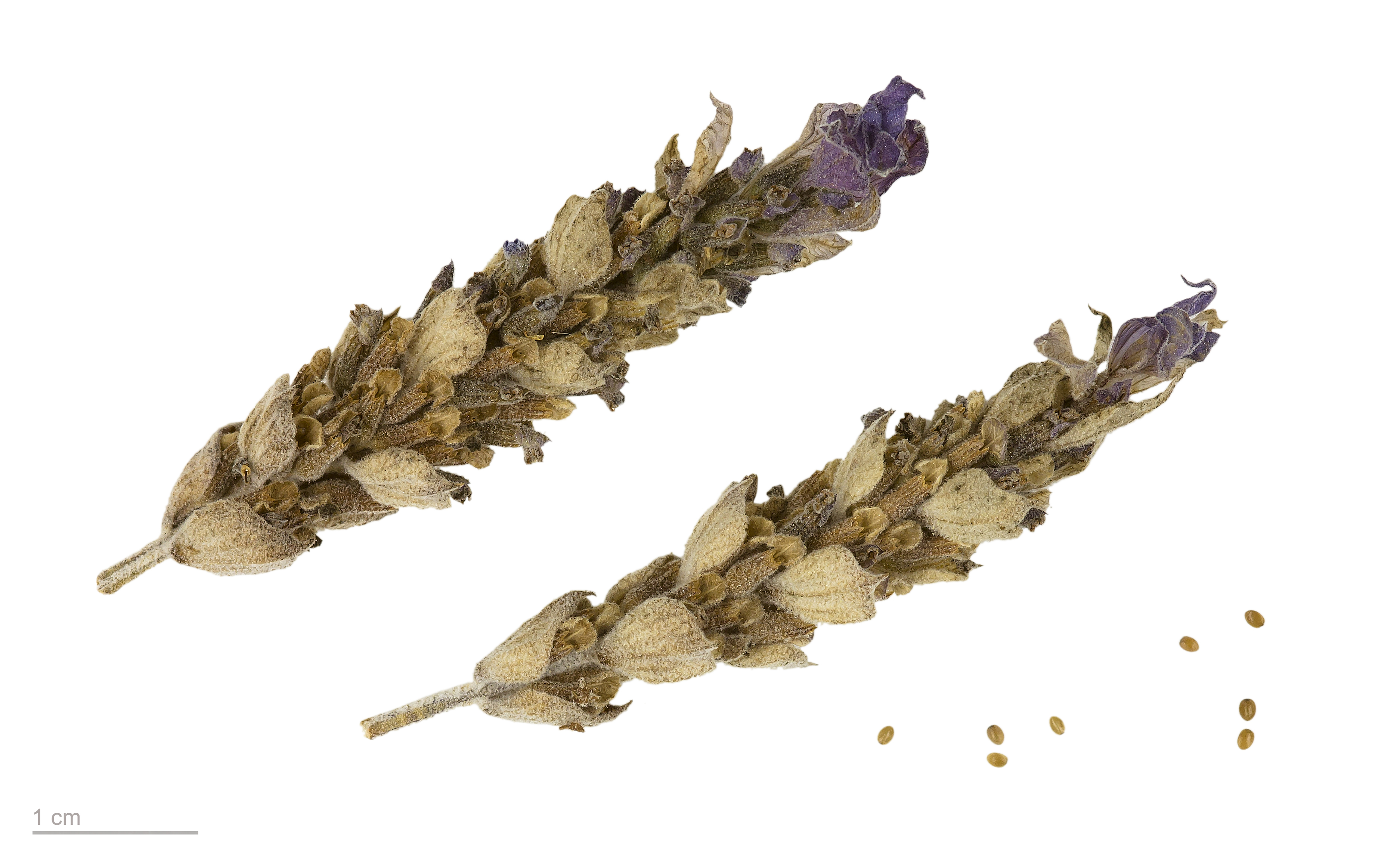
Lavandula dentata

La lavanda dentata o spigonardo (Lavandula dentata, L.) è una pianta perenne suffruticosa appartenente alla famiglia delle Lamiaceae.
È presente nel sud-est della Spagna e nelle Isole Baleari.